# Indústrias Nucleares do Brasil
A Indústrias Nucleares do Brasil (INB) é uma empresa pública brasileira, vinculada à ENBPar e sob controle finalístico do Ministério de Minas e Energia (MME). Tem unidades nos seguintes estados São Paulo, Bahia, Ceará, Minas Gerais e Rio de Janeiro (onde possui a sua sede), e é um importante elemento do sistema brasileiro de pesquisa e desenvolvimento de tecnologias para o domínio do ciclo e produção de combustíveis nucleares. Era uma empresa controlada pelo órgão Comissão Nacional de Energia Nuclear (CNEN).
O tratamento físico dos minerais pesados com a prospecção e pesquisa, lavra, industrialização e comercialização das areias monazíticas e obtenção de terras-raras são atividades que competem à INB. É ainda responsável pela exploração do urânio, desde a mineração e o beneficiamento primário até a produção e montagem dos elementos combustíveis que acionam os reatores de usinas nucleares. A totalidade dessas atividades compõe o Ciclo do Combustível Nuclear.

## Produtos e serviços

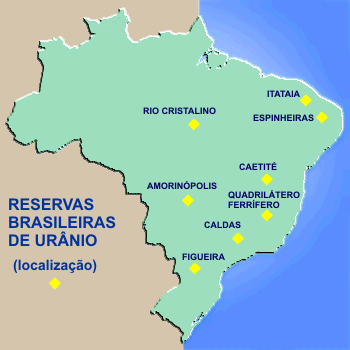
Principais ocorrências de urânio no Brasil

A INB fornece produtos e serviços relacionados ao ciclo do combustível nuclear: produção de concentrado de urânio (yellowcake), produção de pó e pastilhas de dióxido de urânio, elementos combustíveis e fabricação de componentes.
Para os diversos setores industriais através de fornecimento de matéria-prima (minerais pesados) para a indústria siderúrgica, automobilística, de fibras óticas e cerâmicas especiais.
Além dos serviços relacionados ao ciclo do combustível nuclear, para diversos setores industriais desenvolve os itens abaixo:
- usinagem de componentes mecânicos de alta precisão;
- soldas especiais utilizando feixes de elétrons;
- análises de materiais e processos a partir de técnicas como medição tridimensional de peças e sistemas de medição a laser;
- fornecimento de matéria-prima — ilmenita, rutilo e zirconita para a indústria siderúrgica, automobilística, de fibras óticas e de cerâmicas especiais;
- terras-raras obtidas a partir da monazita, também conhecidas como materiais da terceira onda, com um altíssimo grau de pureza.

A INB oferece, ainda, serviços avançados de controle de qualidade através dos laboratórios de materiais e metrologia.

## História
A Empresas Nucleares Brasileiras (Nuclebrás) foi uma empresa de economia mista, criada pela Lei n.º 6.189 de 16 de dezembro de 1974. A Nuclebrás foi constituída no governo Ernesto Geisel, com o objetivo de executar amplo programa de atividades na área nuclear, em cooperação com o governo da República Federal da Alemanha, compreendendo a pesquisa de minerais fósseis, o desenvolvimento do ciclo do combustível, a construção de usinas nucleoelétricas e a montagem de um parque industrial destinado à fabricação dos equipamentos para tais usinas.
Em 27 de junho de 1975, o Brasil e a República Federal da Alemanha, por intermédio dos seus ministros das Relações Exteriores, assinaram em Bonn o Acordo sobre Cooperação no Campo dos Usos Pacíficos da Energia Nuclear, também conhecido como Acordo Nuclear Brasil-Alemanha. A Nuclebrás foi criada para cumprir o Acordo Nuclear Brasil-Alemanha e tinha como objetivo concentrar todo o ciclo de produção do combustível nuclear, desde a mineração até a montagem e entrega do elemento combustível.
O Decreto-Lei 2.464 de 31 de agosto de 1988, que reformulou o programa nuclear brasileiro, reorganizou a Nuclebrás, sob a denominação de Indústrias Nucleares Brasileiras S.A. (INB). Em 1994, a INB tornou-se uma única empresa ao incorporar suas controladas: Nuclebrás Enriquecimento Isotópico S.A. (Nuclei); Urânio do Brasil S.A. e Nuclemon Mínero-Química Ltda, absorvendo suas atividades e atribuições.
Em 1982, foi inaugurada a fábrica de elementos combustíveis em Resende, que passou a ser chamada de Fábrica do Combustível Nuclear (FCN) em 1996 após uma ampliação. Na FCN são fabricados os combustíveis nucleares que abastecem as usinas de Angra 1 e Angra 2. Ainda em 1996, o processo de reconversão e das linhas de produção de pó e de pastilhas de urânio começou a ser implementado, entrando em operação em 1999 e 2000, respectivamente. A mina da Caetité começou a ser explorada em 1999. Posteriormente, em 2006, o primeiro módulo da cascata de centrífugas para enriquecimento de urânio em escala industrial entrou em operação em Resende.
Em outubro de 2022, foi aprovado em assembleia geral dos acionistas o aumento de capital social da Empresa Brasileira de Participações em Energia Nuclear e Binacional (ENBPar) por meio do aporte de todas as ações que a União detém no capital da Indústrias Nucleares do Brasil. Com essa operação, a ENBPar assumiu o controle acionário da INB, deixando de ser uma estatal dependente de recursos do Tesouro Nacional.

## Unidades
- INB Rio de Janeiro (RJ) — Sede
- INB São Paulo (SP) — Unidade Usina Interlagos
- INB Caetité (BA) — Unidade de Concentrado de Urânio
- INB Santa Quitéria (CE) — Consórcio Santa Quitéria
- INB Caldas (MG) — Unidade de Tratamento de Minérios
- INB Resende (RJ) — Fábrica de Combustível Nuclear (FCN)
- INB Barra Seca (RJ) — Unidade de Minerais Pesados (UMP)

## Responsabilidade social corporativa
Na INB a responsabilidade social corporativa começa com a preocupação de incorporar modernas técnicas administrativas a iniciativas voltadas para a qualidade de vida e de valorização profissional e pessoal de cada colaborador da empresa.
A gestão de desenvolvimento de recursos humanos estimula a incorporação de novas posturas individuais e corporativas através de políticas de remuneração e benefícios, da execução de projetos permanentes de treinamento e reciclagem e de avaliações sobre qualidade de vida e novos aprendizados.
Consciente de sua responsabilidade social, a empresa concilia atividades na área nuclear com atuação constante de incentivo à educação, cultura e bem-estar das comunidades circunvizinhas às suas unidades operacionais.

## A exploração e o meio ambiente
Os riscos da exploração de material radioativo recaem sobre a Empresa, naturalmente.
Atentos à conservação do meio ambiente tanto os órgãos estatais, as ONG's e as sociedades do entorno se preocupam em fiscalizar e controlar os recursos naturais expostos a possíveis falhas da Empresa.
No ano de 2010, a Agência Internacional de Energia Atômica (AIEA) concluiu que as atividades de mineração da INB em Caetité atende todos os requisitos de segurança e que não provocam nenhum impacto significativo ao meio ambiente da região.